# Selenops bursarius
Espèce
Synonymes
- Selenops henanensis Zhu & Mao, 1983

Selenops bursarius est une espèce d'araignées aranéomorphes de la famille des Selenopidae.

## Distribution
Cette espèce se rencontre au Japon, en Corée du Sud, à Taïwan et en Chine au Sichuan, au Henan, au Jiangsu et au Zhejiang,.

## Publication originale
- Karsch, 1879 : Baustoffe zu einer Spinnenfauna von Japan. Verhandlungen des naturhistorischen Vereins der preussischen Rheinlande und Westfalens, vol. 36, p. 57-105.